# Santi Onaindia
Santi Onaindia (Amoroto, Biscaia, 1909 - Amorebieta 1996) va ser un sacerdot i escriptor en èuscar.
Sacerdot carmelita. Durant la Guerra civil espanyola serví com a capellà al front republicà, en acabar el seu servei passà uns anys de presó i un posterior desterrament que va transcórrer en convents carmelites de fora del País Basc. Hi tornà el 1951. Entre les seves obres destaca una traducció al basc de l'Eneida de Virgili. Escriví en dialecte biscaí.

## Obra
- Arana Goiri (1982, Egilea editore)(assaig)
- Eskutitzak euskal literaturari buruz (1974, Santi Onaindia)(assaig)
- Egieder. Urre-bitsa. I. Gogo-birunda. 77: Gogai-zuriketa. III: Zeru ta baratz. IV: Argi ta margo (1962, Graf. Bilbao)(poesia)
- Egieder. Uskeriak. I: Begian dardar. II: Barrua miñez. III: Jainkokezkaz. IV: Inguru-minguru (1961, Graf. Bilbao)(poesia)
- Gaurko olerkarien euskal lan aukeratuak (1981, GEU)(poesia)
- Milla euskal-olerki eder. I-II (1954, Karmeldarrak)(poesia)
- Olerki guztien bilduma (1989, Karmel)(poesia)
- Nere baserria (1985, Egilea editore)(poesia)
- 25 antzerki labur (1985, Egilea editore)(teatre)
- Enbeita olerkaria (1878-1942) (1966, Itxaropena)(poesia)